# Tosseo
Tosseo è un personaggio della mitologia greca, citato unicamente da Ovidio tra i figli di Testio, e tra i partecipanti alla caccia al cinghiale calidonio. 
Secondo il mito, Tosseo e il fratello Plessippo stapparono la pelle del cinghiale dalle mani di Atalanta, a cui era stata donata da Meleagro. Per questo affronto, Meleagro li uccise.